# Б-177 «Липецк»
Б-177 «Липецк» — советская и российская дизель-электрическая подводная лодка проекта 877 «Палтус», построенная в 1989-1991 годах. С 1992 по 2024 год служила в составе 161-й бригады подводных лодок Кольской флотилии разнородных сил Северного флота ВМФ России с базированием на Полярный.

## История строительства
Большая подводная лодка Б-177 была заложена 3 ноября 1989 года на Горьковском судостроительном заводе «Красное Сормово» под заводским номером 610, спущена на воду 27 июля 1991 года в Сормовском затоне, после окончания постройки внутренними водными путями была переведена на достроечную базу (завод «Персей») в Севастополе.
31 декабря 1991 года на подводной лодке впервые в ВМФ СССР был поднят Андреевский флаг, для того чтобы подчеркнуть принадлежность подводной лодки к России, а не к объявившей независимость Украине. Дата объявлена годовым праздником корабля. Эти события и последовавший межфлотский переход впоследствии были отражены в сценарии фильма «72 метра», а в музее боевой славы Б-177 хранится участвовавший в съёмках фильма водолазный костюм.
Построенная для Северного флота и с североморским экипажем на борту «Б-177» во время испытаний базировалась в Севастополе, организационно входила в состав 153-й бригады 14-й дивизии подводных лодок Черноморского флота. 30 декабря 1991 года подводная лодка вошла в строй.

## История службы
2 февраля 1992 года с экипажем однотипной Б-808 под командованием капитана 2-го ранга А. П. Олейника начала переход на Северный флот, старший на борту — капитан 1-го ранга А. Тарасов. Во время перехода, 24 февраля, в 90 милях к северо-западу от Лиссабона, находясь в надводном положении, приняла сигнал SOS с французской яхты «Вибель» с тремя членами экипажа, один из которых нуждался в срочной медицинской помощи. «Б-177» пришла на помощь, на яхту перешёл корабельный врач П. Палюх. Он осмотрел больного и принял решение о госпитализации, которая была успешно осуществлена вызванным вертолётом береговой охраны Португалии. Капитан яхты сделал видеозапись происходившего и переправил её с вертолётом. Эпизод получил освещение на французском телевидении. Переход в Полярный успешно завершился 13 марта. Тогда же лодка вошла в состав 161-й бригады 4-й эскадры подводных лодок Северного флота с базированием на Полярный .
С 4 февраля по 26 марта 1993 года находилась на боевой службе (командир — капитан 3-го ранга А. А. Жучков).
2 ноября 1994 года обнаружила иностранную атомную подводную лодку в полигоне боевой подготовки Северного флота.
С 10 декабря 1994 года по 28 января 1995 года находилась на боевой службе в Норвежском море (командир — капитан 2-го ранга Ю. М. Смирнов), имела 7 подтверждённых обнаружений иностранных подводных лодок. В течение 1995 года выполнила ещё две боевых службы.
В 1997 году экипаж «Б-177» принимал участие в испытаниях подводной лодки «Б-466» проекта 636 (366 Yuan Zhend 66 Hao) для ВМС НОАК.
В декабре 2000 года подписан договор о шефских связях «Б-177» и администрации Липецка, лодка получила имя «Липецк». По словам вице-мэра Липецка Владимира Мигиты, подводная лодка Б-177 «Липецк» является своеобразным брендом города на Северном флоте, и для города оказание морякам регулярной помощи — дело чести. В 2006 году при Совете депутатов города Липецка был создан Общественный совет по оказанию шефской помощи подводной лодке.
В 2002 году Б-177 приняла участие в праздновании Дня ВМФ в Североморске. В 2003 году участвовала в военно-морском параде на Северной Двине в Архангельске. В 2006 году на военно-морском параде в Североморске осуществила показательные погружение и всплытие. В 2010 году снова принимала участие в параде в Североморске.
В 2010—2011 годах прошла ремонт и модернизацию на СРЗ «Нерпа». В 2011 году с резервным экипажем на борту приняла участие в съёмках российского сериала «Робинзон». По итогам года провела на боевом дежурстве 70 суток.
С апреля по декабрь 2013 года Б-177 находилась на Балтике, обеспечивая испытания однотипных подводных лодок для Вьетнама, а также участвуя в качестве учебной цели в подготовке противолодочников Вьетнама и Балтийского флота. День ВМФ встретила на параде в Балтийске, прошла перед парадным строем кораблей. К 21 декабря 2013 года осуществила межфлотский переход и вернулась в Полярный, преодолев более 2000 миль. Командир корабля, капитан 2-го ранга А. Ковалёв, был награждён орденом «За заслуги перед Отечеством» II-й степени.
После возвращения лодка стала на длительный плановый ремонт, а экипаж «Липецка» разделился: в марте-сентябре 2014 года группа инструкторов из экипажа Б-177 во главе с командиром была командирована во Вьетнам для содействия вьетнамским подводникам в освоении новой техники, оставшаяся часть экипажа приняла ожидающий ремонта Б-808 «Ярославль» и поддерживала его техническое состояние.
17 сентября 2014 года на тактических учениях Б-800 «Калуга» с воссоединившимся экипажем Б-177 на борту успешно произвела стрельбу четырьмя торпедами по группе надводных кораблей в составе БПК «Североморск», эсминца «Адмирал Ушаков», МПК-59 «Снежногорск» и МПК-203 «Юнга».
В июле 2016 года на всеармейском конкурсе профессионального мастерства в Санкт-Петербурге экипаж «Липецка» стал победителем в номинации «Лучший корабельный боевой расчёт подводной лодки по постановке минных заграждений», а командир корабля победил в номинации «Лучший командир неатомной подводной лодки». 31 июля приняла участие в военно-морском параде в Полярном. В августе — участвовала в военно-морском параде в порту Архангельск в честь 75-й годовщины Арктических конвоев.
В 2019 году экипаж «Липецка» нёс службу на борту Б-459 «Владикавказ». Летом моряки совершили межфлотский переход на Балтику и приняли участие в военно-морском параде в Кронштадте и учениях «Океанский щит-2019», осенью выполнили задачи боевой службы в Баренцевом и Норвежском морях, а также в третий раз завоевали приз Главкома ВМФ за торпедную атаку отряда кораблей, став рекордсменом ВМФ по числу подобных награждений. Всего за 4 месяца в море они прошли более 13 тысяч миль.
По данным на 2024 год подводная лодка Б-177 «Липецк» выведена из боевого состава флота и с сокращённым техническим экипажем ждёт очереди на утилизацию. Утилизация состоится не раньше, чем будет заложена новая подводная лодка «Липецк» проекта 636.3 «Варшавянка», по планам это произойдёт в 2027 году.

## Награды
- 2002 — приз Главнокомандующего ВМФ РФ за торпедную атаку,
- 2003 — по итогам года признана лучшей подводной лодкой ВМФ,
- 2004 — экипаж Б-800 «Калуга» на борту Б-177 завоевал приз Главнокомандующего ВМФ РФ за торпедную атаку,
- 2006 — приз Главнокомандующего ВМФ РФ за торпедную атаку,
- 2014 — по итогам года признана лучшей подводной лодкой Северного флота,
- 2016 — «Кубок моря — 2016» за постановку минных заграждений, лучший командир неатомной подводной лодки,
- 2019 — приз Главнокомандующего ВМФ РФ за первое место среди дизель-электрических подводных лодок по совершению торпедной атаки отряда боевых кораблей (экипаж Б-177 на борту Б-459 «Владикавказ»)[3].

## Командиры
1. А. А. Жучков: 1991—1994
2. А. П. Олейник: 1992, командир подводной лодки «Б-808», во время перехода на СФ
3. Ю. М. Смирнов: 1994—1995
4. С. В. Кузнецов: 1995—2000
5. И. Ю. Маркин: 2000—2003
6. С. В. Крошкин: 2003—2007
7. А. Н. Ковалев: 2007 — н.в.